# West-Saksisch voetbalkampioenschap 1932/33
In 1932/33 werd het 21ste en laatste voetbalkampioenschap van West-Saksen gespeeld, dat georganiseerd werd door de Midden-Duitse voetbalbond. VfB Glauchau werd kampioen en plaatste zich voor de Midden-Duitse eindronde. De club versloeg SV Sturm Beierfeld en 1. SV Jena 03 en verloor dan van Dresdner SC.
Na dit seizoen kwam de Nationaalsocialistische Duitse Arbeiderspartij aan de macht en werd de competitie grondig geherstructureerd. De overkoepelende voetbalbonden werden afgeschaft en ruimden plaats voor 16 Gauliga's. Uit de West-Saksische competitie plaatsten zich twee clubs. De competitie ging verder als 1. Kreisklasse Westsachsen, nu de derde klasse. Als tweede klasse werd de Bezirksklasse Zwickau opgericht. Het is niet bekend hoeveel clubs zich voor de Bezirksklasse plaatsten en hoeveel verder naar de Kreisklasse degradeerden. Geen van de andere clubs kon alleszins promotie afdwingen naar de Gauliga. 
Aanvankelijk overtroefden de clubs uit de andere competities. Eind jaren dertig werd Planitzer ook sterker en eindigde vier keer op rij in de top twee en werd één keer kampioen.

## Gauliga
| Plaats | Club                    | Wed. | W  | G | V  | Saldo | Ptn.  |
| ------ | ----------------------- | ---- | -- | - | -- | ----- | ----- |
| 1.     | VfB 1907 Glauchau       | 18   | 14 | 4 | 0  | 68:26 | 32:4  |
| 2.     | Planitzer SC 1912       | 18   | 11 | 1 | 6  | 78:48 | 23:13 |
| 3.     | FC 02 Zwickau           | 18   | 10 | 3 | 5  | 51:42 | 23:13 |
| 4.     | SVgg Meerane 07         | 18   | 9  | 4 | 5  | 59:35 | 22:14 |
| 5.     | VfL 1905 Zwickau        | 18   | 7  | 3 | 8  | 47:44 | 17:19 |
| 6.     | SpVgg 1906 Crimmitschau | 18   | 6  | 5 | 7  | 40:52 | 17:19 |
| 7.     | Zwickauer SC 05         | 18   | 6  | 3 | 9  | 48:56 | 15:21 |
| 8.     | PSV Zwickau             | 18   | 4  | 6 | 8  | 39:56 | 14:22 |
| 9.     | VfTuB 1900 Werdau       | 18   | 3  | 4 | 11 | 32:61 | 10:26 |
| 10.    | SC Niederlungwitz       | 18   | 2  | 3 | 13 | 35:77 | 7:29  |

|  | Kampioen, geplaatst voor Midden-Duitse eindronde en Gauliga Sachsen 1933/34 |
|  | Geplaatst voor Gauliga Sachsen 1933/34                                      |
|  | Degradatie                                                                  |

## 1. Klasse
| Plaats | Club                    | Wed. | W  | G | V  | Saldo | Ptn.  |
| ------ | ----------------------- | ---- | -- | - | -- | ----- | ----- |
| 1.     | Schneeberger SV         | 16   | 11 | 3 | 2  | 50:28 | 25:07 |
| 2.     | Fußballring Crossen     | 16   | 10 | 2 | 4  | 81:25 | 22:10 |
| 3.     | SV Niederhaßlau         | 16   | 10 | 1 | 5  | 56:31 | 21:11 |
| 4.     | VfL Lichtenstein        | 16   | 8  | 2 | 6  | 52:33 | 18:14 |
| 5.     | SC Langenbach           | 15   | 8  | 1 | 6  | 43:45 | 17:13 |
| 6.     | BG Pflügler&Co Glauchau | 15   | 6  | 2 | 7  | 35:50 | 14:16 |
| 7.     | SV Hartenstein          | 16   | 4  | 4 | 8  | 42:53 | 12:20 |
| 8.     | SC Wildenfels           | 15   | 3  | 2 | 10 | 33:53 | 08:22 |
| 9.     | VfL Reichsbahn Glauchau | 15   | 1  | 1 | 13 | 23:97 | 03:27 |

|  | Kampioen |